# Neumark (Braunsbedra)

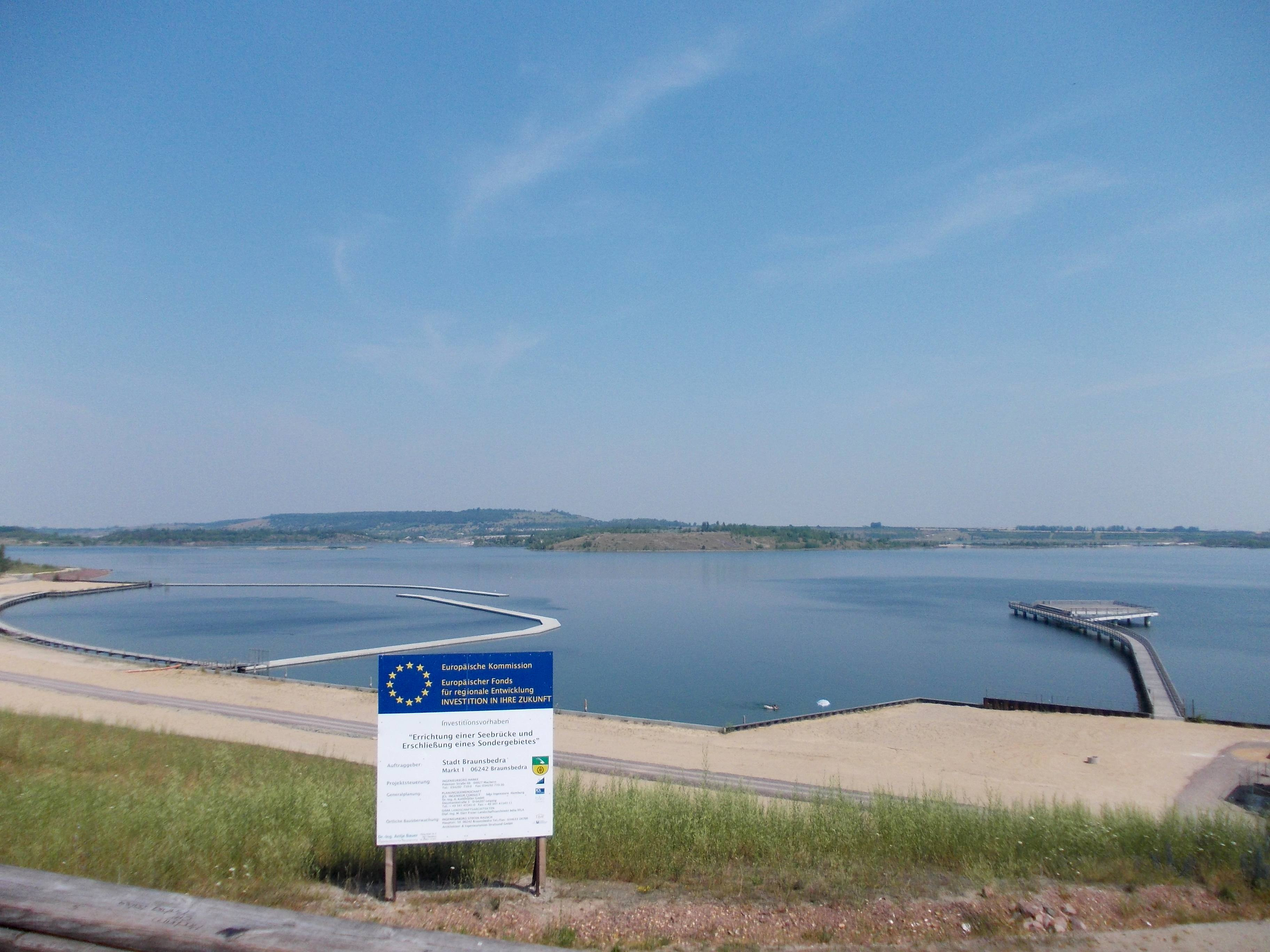
Geiseltalsee mit dem Braunsbedraer Hafen im Stadtteil Neumark in Bau (2015)

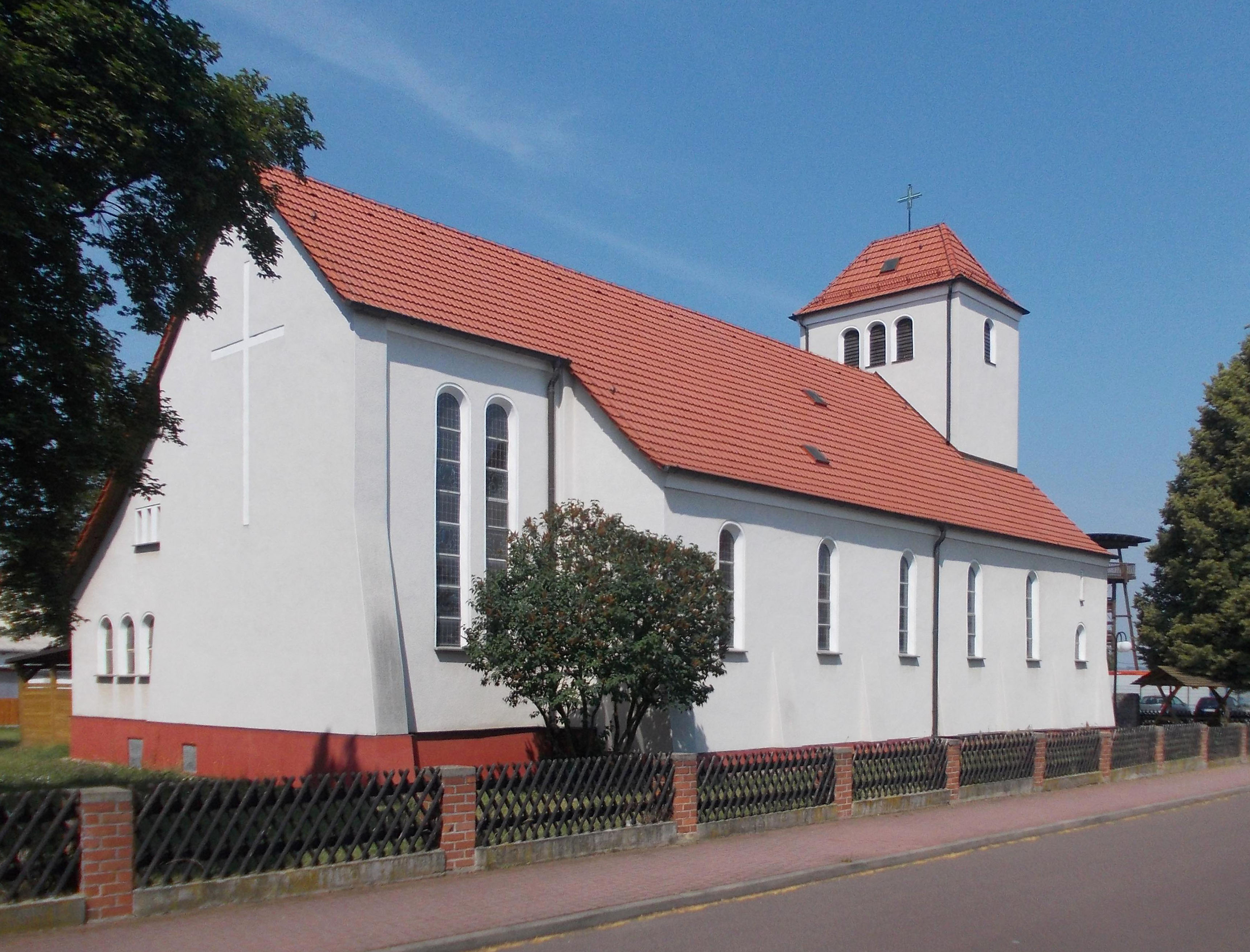
Katholische Kirche St. Heinrich

Neumark ist ein Ortsteil der Stadt Braunsbedra im Saalekreis in Sachsen-Anhalt.

## Geografische Lage
Der heutige Ort Neumark liegt am Südufer des Geiseltalsees nordwestlich von Braunsbedra, an der Landstraße nach Mücheln (Geiseltal). Nachbarorte sind heute Krumpa im Westen und Braunsbedra im Südosten. Nördlich des Sees liegt die im 20. Jahrhundert entstandene Siedlung Neumark-Nord.
Der ursprüngliche Ortskern von Neumark lag im Geiseltal nördlich der heutigen Ortslage. Er fiel wie die Kolonie Neumark und Neumark-Ost dem Braunkohleabbau zum Opfer und liegt heute im Geiseltalsee. Nachbarorte des alten Orts Neumark waren Geiselröhlitz im Westen, Gräfendorf im Osten und Petzkendorf im Süden.

## Geschichte
Neumark gehörte bis 1815 zum wettinischen, später kursächsischen Amt Freyburg. Durch die Beschlüsse des Wiener Kongresses kam der Ort zu Preußen und wurde 1816 dem Kreis Querfurt im Regierungsbezirk Merseburg der Provinz Sachsen zugeteilt, zu dem er bis 1944 gehörte.
Um das Jahr 1900 umfasste Neumark 30 Haushalte. Im Ort lebten hauptsächlich Landwirte und Handwerker. In der örtlichen Schule waren zwei Lehrer angestellt. Der Ort verfügte außerdem über eine Gastwirtschaft und eine Poststelle.
1927 war Nebra mit 2.144 Einwohnern (ohne den Gutsbezirk) eine der größten Ortschaften im Kreis Querfurt. Der Ort umfasste 516 Haushalte.
Seit 1918 hatte Neumark Anschluss an die Straßenbahnstrecke Merseburg–Mücheln. 1927 wurde der Gutsbezirk Petzkendorf dem benachbarten Dorf Neumark zugeordnet. Am 1. April 1937 wurden Gräfendorf und Geiselröhlitz nach Neumark eingemeindet. 
Im Jahr 1944 wurde bei einem Luftangriff die romanische Dorfkirche Neumark zerstört. Die Ruine wurde in den 1950er Jahren abgerissen. Teile der Kirche wurden beim Wiederaufbau der ebenfalls zerstörten Dorfkirche Geiselröhlitz verwandt, die jedoch später ebenfalls für den Braunkohletagebau abgerissen wurde.
Durch die Verwaltungsreform in der DDR im Jahre 1950 kamen Neumark und seine Ortsteile vom Kreis Querfurt zum Kreis Merseburg. Am 1. Januar 1960 wurden die Fluren des in den 1950er Jahren durch den Tagebau Geiseltal abgebaggerten Orts Benndorf/Geiseltal mit seinen ehemaligen Ortsteilen nach Neumark eingegliedert. Am 1. Januar 1962 wurde Neumark nach Braunsbedra eingemeindet.
Der fortschreitende Braunkohleabbau im Geiseltal betraf ab 1961 auch Neumark und seine Ortsteile. Sie wurden in folgenden Jahren umgesiedelt bzw. abgebaggert (devastiert):
| Orte                                   | Jahr der Umsiedlung | Jahr der Devastierung |
| -------------------------------------- | ------------------- | --------------------- |
| Petzkendorf                            | 1961                | 1968                  |
| Neumark (alter Ortskern an der Geisel) | 1963                | 1966                  |
| Gräfendorf                             | 1963                | 1966                  |
| Geiselröhlitz                          | 1967                | 1967                  |
| Kolonie Neumark                        | 1968                | 1975                  |
| Neumark-Ost                            | 1968                | 1975                  |

Heute besteht Neumark aus einem Ortsteil Neumark südlich von Petzkendorf zwischen Braunsbedra und Krumpa sowie Neumark-Nord nördlich des ehemaligen Tagebaus westlich von Blösien. Letzterer ist in einem Messtischblatt von 1937 noch nicht vorhanden gewesen.